# Enoplognatha yelpantrapensis
Enoplognatha yelpantrapensis es una especie de araña araneomorfa del género Enoplognatha, familia Theridiidae. Fue descrita científicamente por Barrion & Litsinger en 1995.
Habita en Filipinas.